# Большие гонки (фильм)
«Большие гонки» (англ. The Great Race) — эпический комедийный двухсерийный «фильм-путешествие» американского режиссёра Блейка Эдвардса. Главные роли исполнили Джек Леммон, Тони Кёртис, Натали Вуд и Питер Фальк. Фильм получил премию «Оскар» за звуковые эффекты и номинации в четырёх других категориях. На Международном Московском кинофестивале в июле 1965 года лента завоевала серебряную награду.
Несмотря на комедийный сюжет, фильм был вдохновлён реальным событием — Большими гонками «Нью-Йорк — Париж» 1908 года. Блейк Эдвардс посвятил своё кинополотно комедийным легендам немого кино — Лорелу и Харди.

## Сюжет
Бесстрашный испытатель, любимец женщин и искатель приключений Лесли по прозвищу Великий (англ. The Great Leslie) организует грандиозный автопробег Нью-Йорк — Париж. В гонках участвует и его вечный соперник — завистливый, но до смешного невезучий профессор Фэйт (англ. Fate — рок) со своим преданным, но простоватым помощником Максом. Ради победы Фэйт с Максом готовы на всё. Права участвовать в гонке также добивается корреспондентка нью-йоркской газеты «Сентинел», суфражистка Мэгги Дюбуа.
На территории США гонка проходит через маленький городок Бораччо, где местные жители устраивают торжественную встречу по шаблонам классического вестерна: ковбои, салун, певичка — звезда салуна, флиртующая с Лесли, общая драка. Вечер заканчивается тем, что профессор Фэйт похищает бензин для своей машины и сжигает остальное горючее. Оставшаяся без машины Мэгги Дюбуа помогает Лесли достать бензин, но с помощью ловкой интриги сажает в уходящий поезд помощника Лесли, Хеззекаю, и продолжает путь в машине героя.
В Нью-Йорке набирает силу движение суфражисток, которые осаждают редакцию «Сентинел».
Лесли и Фэйт прибывают на Аляску и вынуждены укрываться от снежной бури. Компанию героев вместе с машинами уносит в море на оторвавшейся льдине. Льдина постепенно тает, но гонщики успевают доплыть на ней до русского берега, где находят Хеззекаю. Прибывших в Тобольск участников гонки на тёмных улицах при свете факелов встречают молчаливые толпы, которые не реагируют на английское приветствие Фэйта. Однако Мэгги, поздоровавшись по-русски, срывает бурю оваций.
В Карпании, европейской стране, куда прибывают гонщики, зреет дворцовый переворот, и сходство профессора Фэйта с наследником престола, кронпринцем Хэпником, играет злую шутку. Герои оказываются вовлечены в водоворот дворцовых интриг. Но мужество и ловкость Лесли помогают гонщикам спастись из рук заговорщиков. Происходит самая известная сцена фильма — грандиозное забрасывание друг друга тортами.
Завершившиеся победой Фэйта гонки его не удовлетворяют, поскольку Лесли, доказывая свою любовь к Мэгги, специально уступил профессору последние метры до финишной ленточки. В ярости Фэйт требует реванша — новой гонки по маршруту Париж — Нью-Йорк. Финал фильма — машины главных героев на старте этой гонки под Эйфелевой башней. Великий Лесли с Мэгги Дюбуа в свадебном платье выезжают первыми. Профессор Фэйт приказывает Максу нажать кнопку в их машине. С нажатием кнопки стреляет пушка, установленная в передней части автомобиля профессора, после этого выстрела Эйфелева башня рушится и складывается, как карточный домик.

## В ролях
- Тони Кёртис — Великий Лесли
- Натали Вуд — Мэгги Дюбуа, корреспондентка газеты «Сентинел»
- Джек Леммон — профессор Фэйт / кронпринц Фредерик Хэпник
- Питер Фальк — Макс, помощник Фэйта
- Кинан Уинн — Хезекая, помощник Великого Лесли
- Артур О’Коннелл — Генри Гудбоди, главный редактор газеты «Сентинел»
- Вивиан Вэнс — Эстер Гудбоди, жена главного редактора и предводительница суфражисток
- Росс Мартин — барон Рольфе фон Штуппе
- Марвин Каплан — Фрисби
- Хэл Смит — мэр города Бораччо
- Дороти Провайн — Лили Олэй, певица в салуне в Бораччо
- Денвер Пайл — шериф города Бораччо

## Прокат
Фильм вышел в прокат в Великобритании 14 октября 1965 года, в Аргентине — 22 декабря 1965 года, во Франции — 17 февраля 1966 года, в СССР — в июле 1976 года.

## Факты
Во время путешествия с Аляски на Чукотку льдина попадает в туман и Макс подаёт сигналы гудком автомобиля. Неожиданно он извлекает из гудка музыкальную тему из фильма «Вестсайдская история», одного из лучших фильмов с участием Натали Вуд.
Хотя по сюжету фильма главный антагонист, коварный профессор Фэйт, — законченный неудачник, но нельзя не отметить, что его изобретения, несмотря на недоработки и просчёты, являются уникальными, явно опережающими время действия фильма. Так, созданная им торпеда легко догоняет гоночный катер, на котором Лесли Великий ставит рекорд скорости, и оснащена локатором, улавливающим громкий звук работающего мотора. Ракета на железнодорожном ходу имеет реактивную тягу и развивает небывалую скорость. Автомобиль «Ганнибал 8», сконструированный и построенный профессором Фэйтом, и вовсе обладает рядом уникальных свойств и передовых решений.
Для съёмки разрушения Эйфелевой башни в финальной сцене был использован её макет высотой 4 метра.
В советское время из фильма был вырезан эпизод о путешествии по России, но случайно оставлено упоминание о нём, примерно на 1:21:50. Главный редактор «Сентинел» держит развёрнутую газету с крупной надписью NEXT STEP SIBERIA. По сюжету автомобили на льдине подплывают к берегу, где на пристани видны русские вывески (с орфографическими ошибками), а следующая сцена разворачивается уже в Европе. В вырезанном эпизоде герои приезжают в ночной сумрачный город, где на площади их в полном молчании встречают жители с факелами и плакатом от тобольского клуба автомобилистов. Там же мелькает уже знакомая вывеска с ошибкой. Напряжённая пауза, обусловленная языковым и прочими барьерами, затягивается, и лишь крик героини на русском «Как поживаете, друзя?» спасает положение.
Натали Вуд родилась в Сан-Франциско 20 июля 1938 года в семье эмигрантов из России, её настоящее имя — Наталья Николаевна Захаренко, позже семья взяла более «американскую» фамилию — Гурдины. Вуд — псевдоним, сокращенное от «голлиВУД», появился тогда, когда Натали стала сниматься в кино. Натали гордилась тем, что свободно говорит по-русски, однако, как видно из сцены в Тобольске, её русский оставлял желать лучшего.
Сцена «сражения» тортами снималась 5 дней и обошлась в $200 000. Тортики были настоящими, их испекли более 4 000 шт. Подобные сцены — не редкость в американском кино, но в «Больших гонках» она побила рекорд продолжительности — 4 мин. 20 сек.

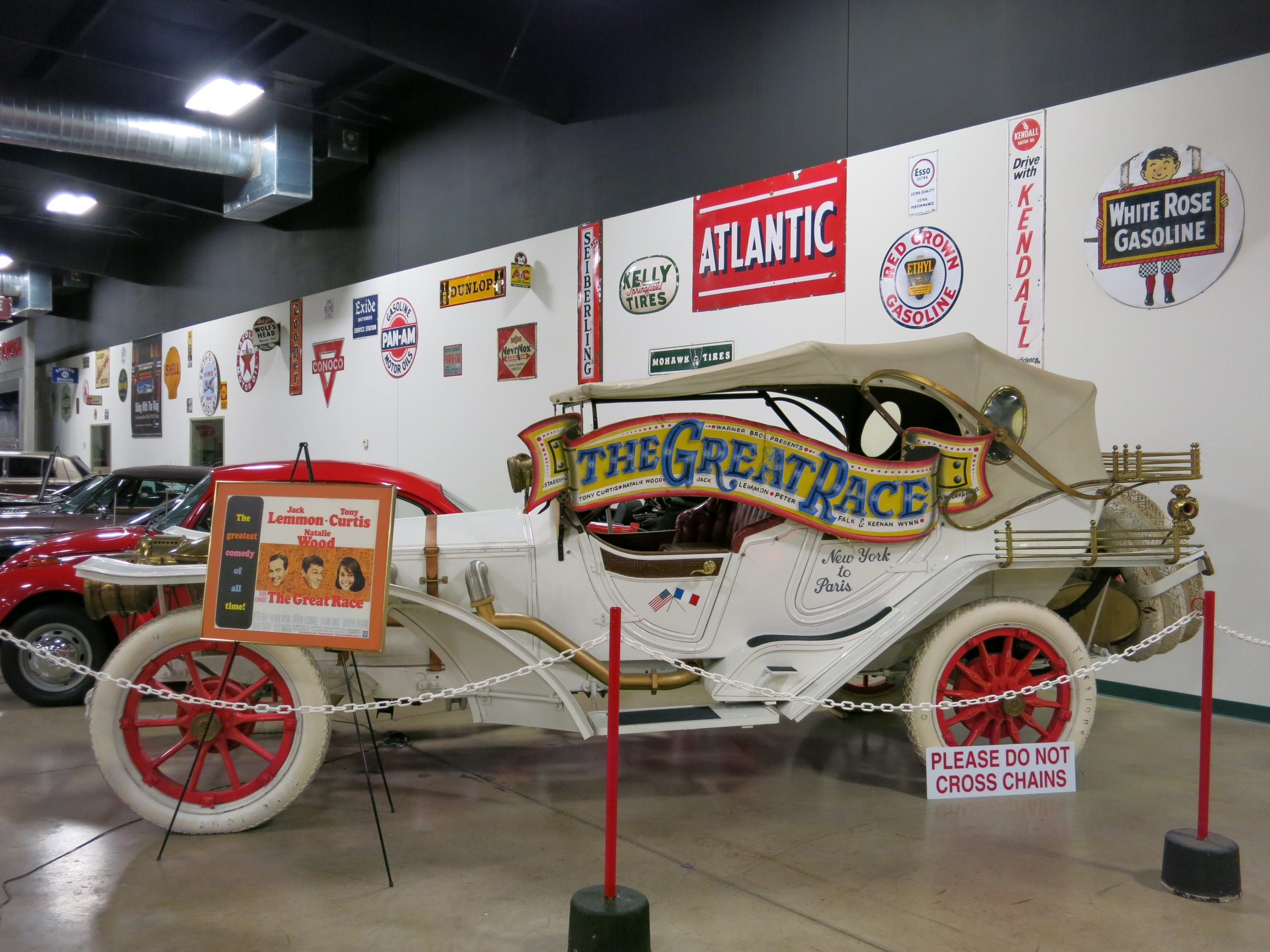
Автомобиль Leslie Special

Автомобиль «Великого Лесли» был сделан в 4 экземплярах и внешне напоминал автомобиль Thomas Flyer, который выиграл гонку «Нью-Йорк-Париж» 1908 года. Черных машин профессора Фэйта «Hannibal 8» было построено 3 шт., из них кузов поднимался вверх только у одной (из-за сложностей с трансмиссией она была на электрическом ходу). В настоящее время по крайней мере 1 Leslie Special и два подлинных «ганнибала» находятся в частных американских музеях.
Фирма Webber Motor Car Co. — выдумка, такой автомобильной компании в США никогда не было.
Самолёт Макса — летающая копия реально существовавшего аэроплана Curtis Pusher Biplane. Название одной из старейших авиастроительных фирм Америки «Кёртисс» лишь на одну букву отличается от псевдонима Тони Кёртиса, сыгравшего Великого Лесли. Настоящее имя актёра — Бе́рнард Шварц.
Мелодия зажигательной He Shouldnt-a, Oughtnt-a Swang On Me!, исполненной несравненной Лили О'Лэй (актр. Дороти Провайн) в салуне в Бораччо, напоминает мелодию припева написанной в 1943 году песни Comin' in on a Wing and a Prayer (сл. Харольда Адамсона, муз. Джимми Макхью), более известной советскому слушателю как «Бомбардировщики» (по первой строчке — «Мы летим, ковыляя во мгле») в исп. Леонида и Эдит Утесовых (русск. текст Т. Сикорской и С. Болотина, аранж. А. Островского, 1943).

## Награды
- Премия «Оскар» — приз за лучшие звуковые эффекты и выдвинут в номинациях за лучшую операторскую работу, лучший звук, лучший монтаж и лучшую песню («The Sweetheart Tree»).
- Премия «Золотой глобус» — номинации в четырёх категориях:
  - Лучший фильм;
  - Лучшая мужская роль (комедия или мюзикл) — Джек Леммон;
  - Лучшая музыка к фильму — Генри Манчини;
  - Лучшая песня («The Sweetheart Tree») — Генри Манчини и Джонни Мерсер.
- На ММКФ фильм удостоился серебряной медали и номинации на Гран-при.